# Biritinga
Biritinga es un municipio brasileño del estado de Bahía. Su población estimada en 2004 era de 14.652 habitantes.
Biritinga, nombre indígena que significa: Biri-Cana Silvestre y Tinga-Blanca.

## Historia
Surge el poblado de Mango por el acto estatal del 16 de abril de 1890 y el distrito de Biritinga fue anexado al municipio de Serrinha dos meses después del acto estatal. Fue entonces transferida la sede del distrito denominada "Mango", con el nombre de Biritinga.
En abril de 1891, fue creada la oficina de Paz y en 1919 fue creada la parroquia de Mango y su primer vicario fue Fábio Moreira. El 13 de abril de 1962 pasó a la categoría de ciudad por la ley n.º 1684 del 23 de abril de 1962.

## Geografía

### Localización
El municipio de Biritinga se localiza en la región nordeste del Estado de la Bahía. Su territorio cubre un área de 565Km2 de planicies. Su población urbana se estima en 3.000 personas y la población rural en 12.470, con un total de 15.470 habitantes.

## Carreteras
- BA-084